# Tilley
Tilley é uma aldeia do sul da província de Alberta, no Canadá, localizada no Condado de Newell Nº 4, aproximadamente 22 quilômetros a sudeste da cidade de Brooks e 78 quilômetros a noroeste de Medicine Hat.
Em 2007, ano do último censo municipal, Tilley tinha 405 habitantes.  Tilley tem uma área de 0,62 km².
1. ↑  Alberta Municipal Affairs. «Alberta 2009 Official Population List» (PDF). Consultado em 11 de dezembro de 2009

1. REDIRECT Tilley (Alberta)